# 东方金钰
东方金钰（上交所除牌前：600086，简称：退市金钰），是中华人民共和国一家主营黄金与翡翠的公司，曾于上交所A股上市，被称为“翡翠第一股”，2015年7月市值达到280亿元人民币，2021年被强制退市。

## 历史
2003年5月，赵兴龙成立云南兴龙实业有限公司，主营工艺品、饰品的销售，2005年起注资湖北上市公司多佳股份、成为其第一大股东，并将翡翠资产注入多佳股份，公司搬迁至武汉光谷，2006年8月，多佳股份更名东方金钰，成功借壳上市。2007年，赵兴龙将公司总部迁至中国珠宝集散地深圳罗湖。
2016年4月，赵兴龙之子赵宁继任东方金钰董事长。同年8月，作为“徐翔案”首支暗舱股被曝出，持有东方金钰21.72%股份的瑞丽金泽投资管理有限公司被青岛市公安局认定为徐翔财产，股份被司法冻结。2018年9月，东方金钰因涉嫌财务造假，董事长赵宁被处以十年市场禁入。2019年1月，赵宁辞去董事长职位，有银行从业背景的张文风接任董事长。
因多年间押注翡翠原石、积压大量存货，东方金钰陷入债务危机，至2019年11月18日，到期未清偿债务合计达到58.14亿元，而2020年上半年存货账面价值高达84.65亿元，占总资产的79.1%，曾多次用黄金、翡翠存货抵债。2018年至2020年，东方金钰营收暴跌，2020年前三季度营收仅216.94万元。2020年12月22日，因连续20个交易日收盘价均低于股票面值一元人民币，东方金钰收到上交所股票终止上市的监管函。
2021年1月13日，上交所正式对东方金钰作出终止上市决定。2021年3月10日，东方金钰最后一个交易日，股价仅剩0.16元每股，市值2.16亿元。2021年3月17日，东方金钰在A股摘牌。